# Burt Kennedy
Burton „Burt” Kennedy (ur. 3 września 1922 w Muskegon w stanie Michigan, zm. 15 lutego 2001 w Los Angeles) – amerykański scenarzysta i reżyser, który przeszedł do historii filmu jako twórca kilkunastu mniej lub bardziej udanych westernów.

## Życiorys
W czasie II wojny światowej służył w 1 Dywizji Kawalerii.
Oprócz kilku scenariuszy do wyreżyserowanych przez siebie filmów był także m.in. autorem scenariuszy do serii westernów w reżyserii Budda Boettichera z Randolphem Scottem w roli głównej. Były to: Siedmiu ludzi do zabicia (1956), Szlachetny T (1957), Buchanan Rides Alone (1958), Samotny jeździec (1959), Porwana przez Komanczów (1960).
Chory na raka zmarł w swoim domu w dzielnicy Sherman Oaks w Los Angeles w wieku 78 lat. Jest pochowany na Arlington National Cemetery.

## Filmografia
- Kanadyjczycy (1961), także scenariusz
- Mail Order Bride (1964)
- Szalony koń (1965), także scenariusz
- The Money Trap (1965)
- Powrót siedmiu wspaniałych (1966)
- Witajcie w Ciężkich Czasach (1967), także scenariusz
- Wóz pancerny (1967)
- Popierajcie swego szeryfa (1969)
- Billy Young (1969), także scenariusz
- Dobrzy chłopcy i źli chłopcy (1969)
- Paskudny Dingus Magee (1970)
- Dezerter (1971)
- Popierajcie swego rewolwerowca (1971)
- Hannie Caulder (1971), także scenariusz
- Rabusie pociągów (1973), także scenariusz
- Sidekicks (1974)
- All the Kind Strangers (1974)
- Shootout in a One Dog Town (1974)
- Morderca we mnie (1976)
- Wolf Lake (1978)
- Alamo: Trzynaście dni chwały (1987)
- Kłopoty ze szpiegami (1987), także scenariusz i produkcja
- Pewnego razu w pociągu do Teksasu (1988), także scenariusz
- Wielki, zły John (1990)
- Kosmita z przedmieścia (1991)